# Политички систем Либијске Џамахирије
Велика Социјалистичка Народна Либијска Арапска Џамахирија (арап. الجماهيرية العربية الليبية الشعبية الإشتراكية العظمى, латиницом Al-Jamāhīriyyah al-ʿArabiyyah al-Lībiyyah aš-Šaʿbiyyah al-Ištirākiyyah al-ʿUẓmā) био је службени назив за Либију од 1977. до 2011. под вођством пуковника Муамера ел Гадафија.

## Муамер ел Гадафи
Пуковник Муамер ел Гадафи се налазио на челу Либијске Џамахирије од 1969. до 2011. године. Није био носилац ниједне јавне функције већ је најчешће ословљаван као либијски вођа односно командант или вођа Револуције.
Првих седам година након Првосептембарске револуције пуковник Гадафи и 11 официра су руководили земљом преко Револуционарног командног савјета. Дана 2. марта 1977. Гадафи је сазвао Општи народни конгрес како би прогласио успостављање народне власти. Основан је Генерални секретаријат Општег народног конгреса који је замијенио пређашњи Револуционарни командни савјет, а први генерални секретар је постао сам Муамер ел Гадафи. На том положају је остао до 2. марта 1979. када се одрекао свих јавних функција.
Од 1979. до 2011. пуковник Гадафи није формално био нити шеф државе нити шеф владе. Задржао је само положај врховног команданта оружаних снага који је имао још од Првосептембарске револуције (1969). Тврдио је да се сва власт налази у рукама народних конгреса и народних комитета.

## Џамахирија
Џамахирија (арап. جماهيرية) арапска је именица која означава посебан облик владавине и облик политичког уређења који је заговарао либијски вођа Муамер ел Гадафи. Термин је по први пут употријебљен у Зеленој књизи (1975).
У Либијској Џамахирији нису постојали уобичајени законодавни и извршни органи. Власт се вршила у народним конгресима и народним комитетима. Изворним носиоцима суверенитета су се сматрали основни народни конгреси чији су чланови били заправо сви пунољетни либијски грађани — мушкарци и жене.
Држава није имала јединствени устав. Акти уставног карактера су били Декларација о успостављању народне власти (1977), Велика зелена повеља о људским правима (1988), Документ о револуционарном легитимитету (1990) и у коначници Закон о народним конгресима и народним комитетима (1996, 2001, 2007).

### Народни конгреси
Основни народни конгреси су били изворни носиоци суверенитета и власти. Састављали су их сви пунољетни либијски грађани. Утврђивали су опште политике, доносили законе и одлучивали у свим областима, одобравали економске и социјалне планове и опште буџете, бирали своје секретаријате, као и извршне и надзорне народне комитете, креирали спољну политику и ратификовали уговоре и споразуме закључене између Либијске Џамахирије и других држава и одлучивали о рату и миру.
Општински народни конгреси су се састојали од секретаријата основних народних конгреса унутар општине (шабије). Бирали су своје секретаријате, сакупљали резолуције, препоруке и запажања основних народних конгреса, позивали основне народне конгресе да се састану, бирали секретаре народних комитета и надгледали изабране функционере, прихватали њихове оставке и разрјешавали их.
Општи народни конгрес је био општи форум народних конгреса, народних комитета и синдиката, удружења послодаваца и струковних удружења. Усвајао је законе и одлуке основних народних конгреса, одређивао ресоре којима су управљали општи народни комитети, бирао и разрјешавао свој Секретаријат, бирао и разрјешавао секретара Националног планског савјета и секретара Општег народног комитета, бирао и разрјешавао савјетника за националну безбједност, предсједника и судије Врховног суда и јавног тужиоца, бирао и разрјешавао секретаре и замјенике секретара контролних органа и гувернера и замјеника гувернера Централне банке и доносио пословничке уредбе и одлуке.
Општи народни конгрес је бирао свој Секретаријат (руководеће тијело). Састављали су га: секретар и замјеник секретара Општег народног конгреса, секретар за послове народних конгреса, секретар за послове народних комитета, секретар за послове синдиката и струковних удружења, секретар за питања жена, секретар за иностране послове и секретар за правна питања и људска права. Секретар Општег народног конгреса је био шеф државе.

### Народни комитети
Ресорни општински народни комитети су били општински извршни органи. Састављали су их секретари тих народних комитета и чланови. Секретаре су бирали општински народни конгреси, а чланове основни народни конгреси. Извршавали су одлуке Општег народног комитета у свом ресору, управљали општинским јавним установама у свом ресору, предлагали планове и програме за свој ресор, подносили периодичне извјештаје о свом раду и активностима, доносили одлуке о именовању директора основних школа и домова здравља унутар општине и предлагали одлуке о именовању директора управа средњих школа и болница.
Ресорни општи народни комитети су били извршни органи Општег народног конгреса и Општег народног комитета. Састављали су их секретари тих народних комитета и секретари ресорних општинских народних комитета. Секретаре ресорних општих народних комитета је бирао Општи народни конгрес. Предлагали су планове и програме за свој ресор и извршавали одлуке основних народних конгреса, предлагали и спроводили буџет за свој ресор, надгледали институције и јавна предузећа у свом ресору, предлагали законе који су се односили на рад ресора, подносили периодичне извјештаје о свом раду и активностима, доносили интерне правне акте за свој ресор и вршили и друге законом повјерене надлежности.
Општи народни комитет је био централни извршни орган. Састављали су га секретар и замјеници секретара Општег народног комитета и секретари ресорних општих народних комитета. Бирао и разрјешавао их је Општи народни конгрес. Спроводио је законе и одлуке основних народних конгреса, предлагао општи државни буџет, израђивао нацрте закона и друге акте, надгледао рад ресорних општих народних комитета, надгледао рад институција и јавних предузећа, одлучивао о унутрашњој организацији ресорних општих народних комитета, доносио уредбе о изршењу закона, одлучивао о оснивању, укидању, организацији и дјелокругу институција и јавних предузећа, претресао и одобравао међународне конвенције, споразуме и зајмове и упућивао их основним народним конгресима на ратификацију. Секретар Општег народног комитета је био шеф владе.
Раније су постојали и народни комитети основних народних конгреса. Састављали су их секретари тих народних комитета и секретари ресорних народних комитета основних народних конгреса. Ресорне народне комитете основних народних конгреса су састављали секретари тих народних комитета и најмање четири члана. Бирали су их основни народни конгреси. Такође, постојали су и општински народни комитети. Састављали су их секретари тих народних комитета, секретари ресорних општинских народних комитета и секретари народних комитета основних народних конгреса. Секретаре општинских народних комитета су бирали општински народни конгреси.

### Судови
Судску власт у Либијској Џамахирији су вршили судови. Постојали су магистратски, првостепени, апелациони и Врховни суд. Њихова организација и надлежност је била прописана Законом бр. (6) о систему судова (2006) и Законом бр. (6) о реорганизацији Врховног суда (1982).
Првостепени судови су се састојали од предсједника и судија. Судили су изворно у првом степену, а у другом степену су рјешавали по жалбама на одлуке магистратских судова. Одлучивало је трочлано судско вијеће.
Апелациони судови су се састојали од предсједника и судија. Рјешавали су по жалбама на одлуке првостепених судова, а одлучивало је трочлано судско вијеће. При сваком апелационом суду постојало је најмање једно кривично вијеће састављено од тројице судија. Исто тако постојала су и управна вијећа.
Врховни суд се састојао од предсједника и судија (савјетника). Бирао их је Општи народни конгрес, а нису могли бити разријешени без одобрења Опште сједнице Врховног суда. При Врховном суду постојало је Касационо тужилаштво. Врховни суд је одлучивао у судским вијећима састављеним од тројице или петорице судија.